# Tancredo Neves (Santa Maria)
Tancredo Neves é um bairro do distrito da Sede, no município gaúcho de Santa Maria, no Brasil. Localiza-se no oeste da cidade.
O bairro Tancredo Neves possui uma área de 3,3865 km² que equivale a 2,78% do distrito da Sede que é de 121,84 km² e 0,1890% do município de Santa Maria que é de 1791,65 km².

## História
Nasceu com a criação da Cohab Tancredo Neves, sua principal unidade residencial.
Em 2005 quando a prefeitura e a Câmara Municipal de Santa Maria estavam planejando a nova divisão em bairros do distrito da Sede, a prefeitura chegou a sugerir que o bairro se chamasse Passo da Ferreira - uma vez que o bairro se chamava oficialmente, até então, Cohab Passo da Ferreira. Mas a população decidiu por Tancredo Neves por ser o nome popular do bairro.
O nome do bairro é em referência a unidade residencial Núcleo Habitacional Tancredo de Almeida Neves, já existia oficialmente em 1986 com o nome de bairro Cohab Passo da Ferreira, sendo que Passo da Ferreira era o nome dado àquela região. Ainda hoje, existe no vizinho Boca do Monte a unidade residencial com este nome. A partir de 2006, Tancredo Neves que antes comprendia só a própria cohab homônima, passou a abrigar uma área até então sem-bairro, entre a Rua Pedro Luiz da Silva e o Arroio Ferreira.

## Limites
Limita-se com os bairros: Agroindustrial, Boca do Monte, Boi Morto, Pinheiro Machado, São Valentim.
Descrição dos limites do bairro: A delimitação inicia no cruzamento do Arroio Ferreira com a projeção do eixo da Rodovia BR-287, segue-se a partir daí pela seguinte delimitação: eixo desta Rodovia, no sentido nordeste; eixo da Rua João Lino Pretto; fundo dos lotes que confrontam ao leste com a Rua Pedro Luiz da Silva, do Loteamento Parque Pinheiro Machado, no sentido sul; eixo da Rua Rio Grande do Norte, no sentido sudeste; fundo dos lotes que confrontam ao oeste com a Rua Dario Prates Rodrigues, no sentido sul; eixo da Rodovia BR-158, no sentido oeste, contornando para sudoeste; leito do Arroio Ferreira, no sentido a jusante, até encontrar a projeção do eixo da Rodovia BR-287, início desta demarcação.

## Unidades residenciais
O bairro Tancredo Neves, pertencente ao distrito da Sede, é uma unidade de vizinhança que contém as seguintes unidades residenciais:
| # | Unidade residencial                | Localização                       | Limites | Obs.       |
| - | ---------------------------------- | --------------------------------- | --- | ---------- |
| 1 | Conjunto Residencial Piratini      | 29° 42' 21.52" S 53° 52' 36.59" O | A unidade residencial urbana localizada ao norte da Rodovia BR-158, ao leste da Estrada que vem do Rincão dos Bentos e a Rua Marfisa Franco Rosa. | [ Obs. 1 ] |
| 2 | Núcleo Habitacional Tancredo Neves | 29° 42' 02.24" S 53° 52' 30.37" O | A unidade residencial urbana que limita ao nordeste com a Rua Rio Grande do Norte; ao leste, com o fundo dos lotes que confrontam ao oeste com a Rua Dario Prates Rodrigues; ao sul, com a BR-158 e ao oeste com a Avenida Paulo Lauda e a Rua Marfisa Franco Rosa, inclusive os lotes que confrontam para esta Rua. |            |
| 3 | Tancredo Neves                     |                                   | Toda a área do perímetro do bairro Tancredo Neves sem denominação específica. |            |
| 4 | Vila Canaã                         | 29° 41' 44.94" S 53° 52' 58.64" O | A unidade residencial urbana localizada ao leste da estrada que vem do Rincão dos Bentos, ao oeste Rua Marfisa Franco Rosa e ao noroeste da E.B.E. da CORSAN. |            |

1. ↑  O acesso principal se dá pela BR-158. Suas ruas tem nome de letras: Rua A, Rua B, ...

## Demografia

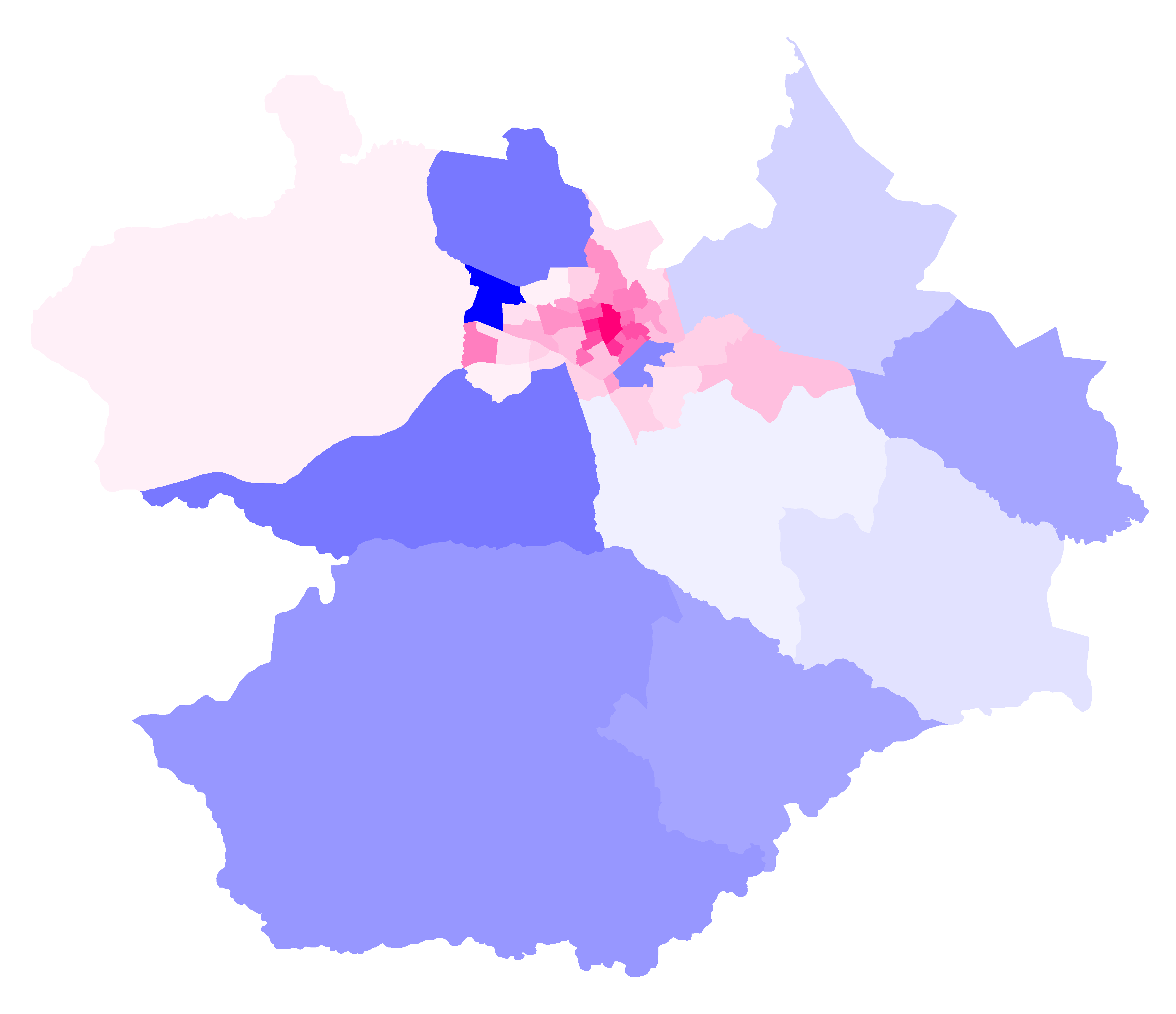
Mapa do município de Santa Maria com as divisões em bairros. Em escalas de azul os bairros com predominância masculina e em escalas de rosa os bairros com predominância feminina. Observa-se que quanto melhor a infraestrutura e o acesso a ela mais convidativo o bairro é para a população feminina. E, reciprocamente, podemos reconhecer os bairros com melhor infraestrutura observando onde a população feminina está concentrada.

Segundo o censo demográfico de 2010, Tancredo Neves é, dentre os 50 bairros oficiais de Santa Maria:
- Um dos 41 bairros do distrito da Sede.
- O 1º bairro mais populoso.
- O 24º bairro em extensão territorial.
- O 17º bairro mais povoado (população/área).
- O 35º bairro em percentual de população na terceira idade (com 60 anos ou mais).
- O 10º bairro em percentual de população na idade adulta (entre 18 e 59 anos).
- O 25º bairro em percentual de população na menoridade (com menos de 18 anos).
- Um dos 39 bairros com predominância de população feminina.
- Um dos 20 bairros que registraram moradores com 100 anos ou mais, com um total de 1 habitantes masculino.

Distribuição populacional do bairro
1. Total: 11.456 (100%)
  1. Urbana: 11.456 (100%)
  2. Rural: 0 (0%)
2. Homens: 5.271 (46,01%)
  1. Urbana: 5.271 (100%)
  2. Rural: 0 (0%)
3. Mulheres: 6.185 (53,99%)
  1. Urbana: 6.185 (100%)
  2. Rural: 0 (0%)

## Infraestrutura
Espaços públicos

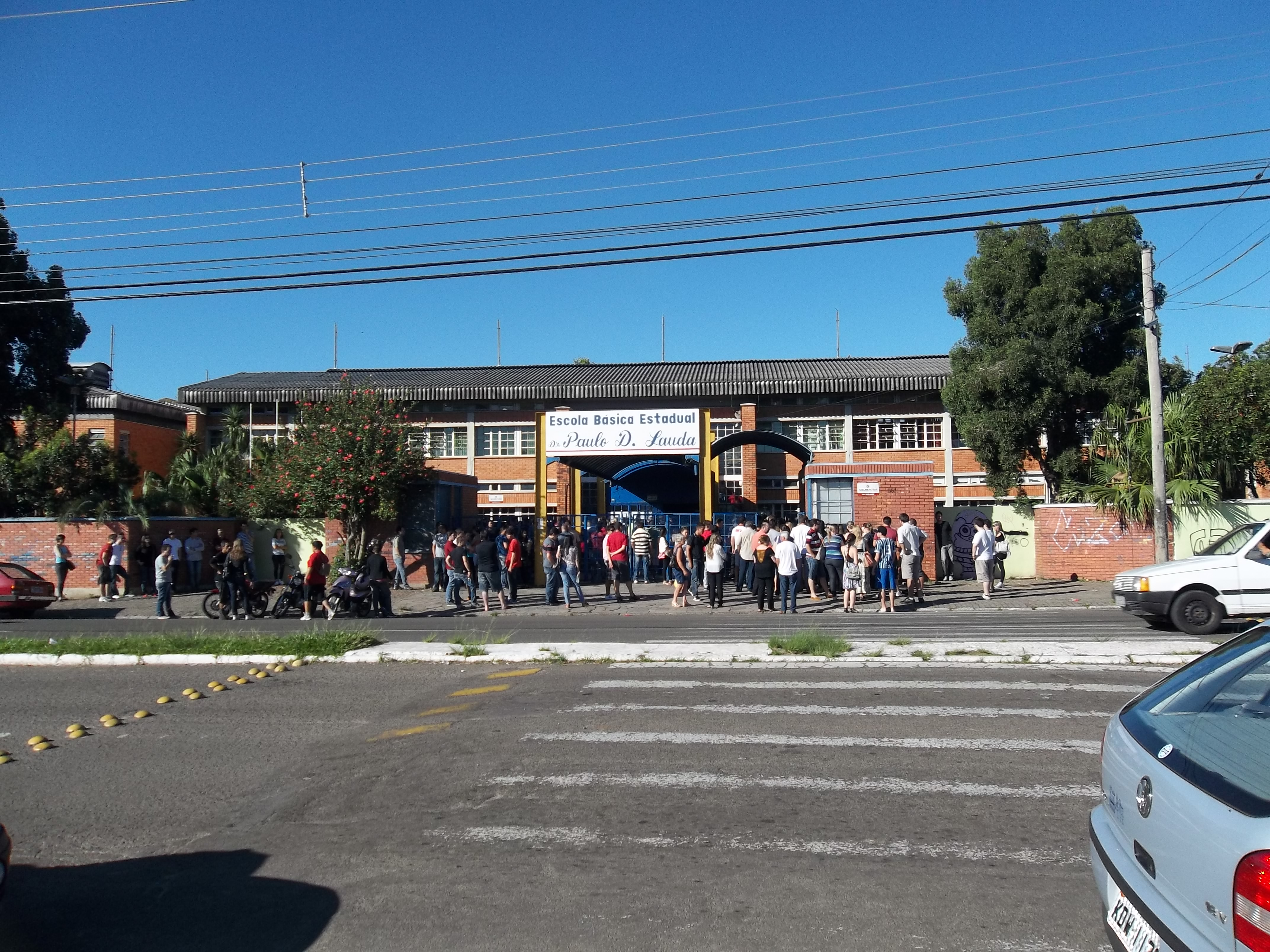
Escola Dr. Paulo Lauda, a principal do bairro.

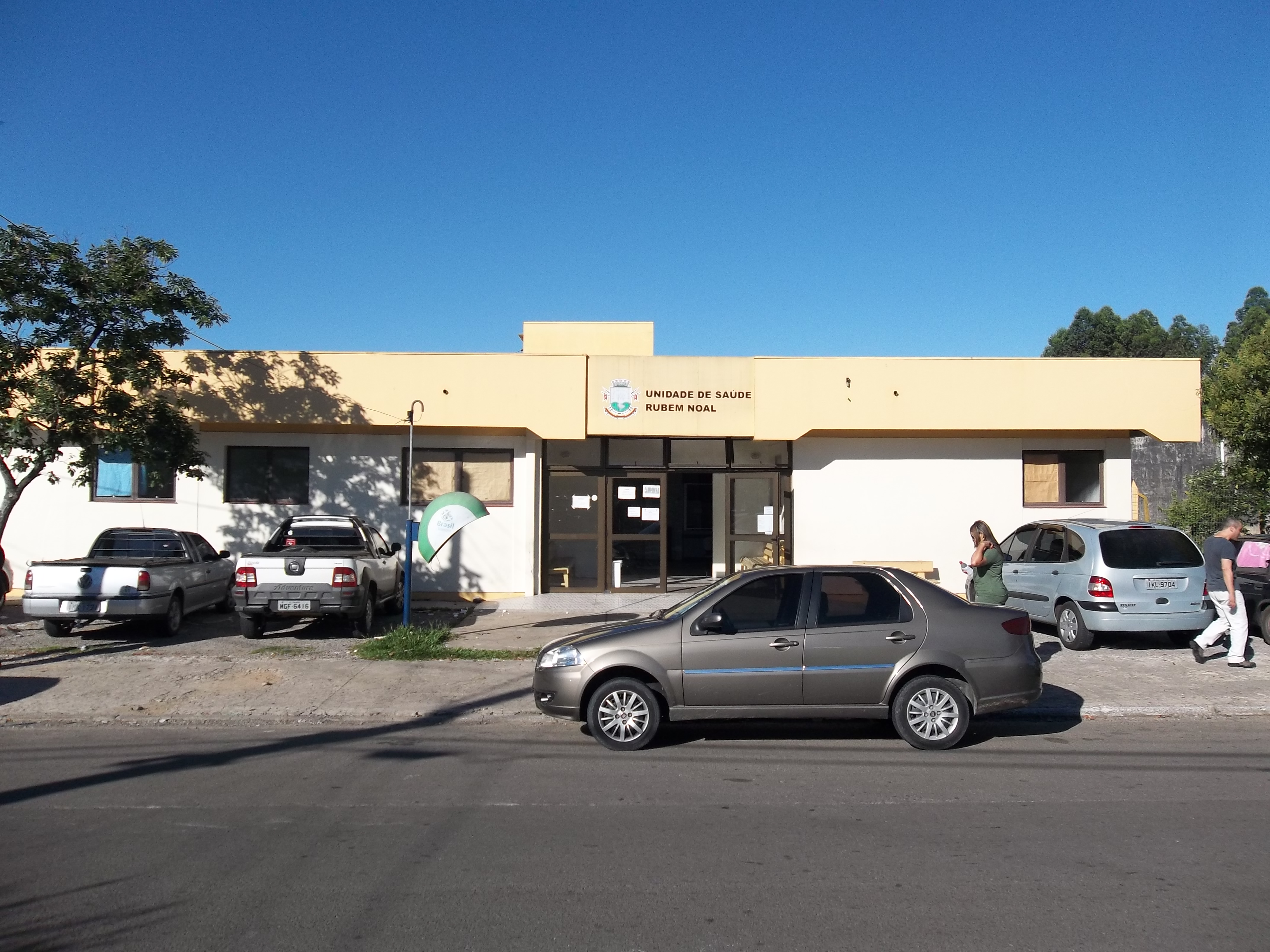
Unidade de Saúde Rubem Noal.

No bairro estão situadas as praças Mariazinha Penna e Petrônio Cabral.